# Скакач (филм)
Скакач (енгл. Jumper) амерички је научнофантастични и акциони филм из 2008. године у режији Дага Лајмана. Темељи се на истоименом роману Стивена Гулда. У филму глуми Хејден Кристенсен као младић који управља телепортацијом, док га прогања тајно друштво које намерава да га убије. Споредне улоге глуме: Џејми Бел, Рејчел Билсон, Макс Тириот, Анасофија Роб, Дајана Лејн, Мајкл Рукер и Самјуел Л. Џексон.
Сценарио је прошао кроз поновно писање пре снимања, а улоге за главне ликове су промењене током продукције. Сниман је између 2006. и 2007. године у 20 градова и 14 земаља. У Србији је премијерно приказан 13. фебруара 2008. године у Дому синдиката, а наредног дана је пуштен у биоскопе. Зарадио је 225 милиона долара и добио углавном негативне критике критичара, углавном због многих разлика према роману, пренагљене радње и антиклимаксног краја.

## Радња
Дејвид Рајс је увек веровао да је сасвим обичан, све док није открио током једног опасног догађаја у 17. години да поседује изузетан „дар”. Он може да се телепортује на улице Њујорка и Токија, до рушевина у Риму, до врха Монт Евереста. Може да види двадесет залазака сунца у једној ноћи, да проведе своју девојку око света за трен ока, и да уграби милионе долара у неколико минута. Али Дејвидова планетарна одисеја постаје смртно опасна када почне да га безобзирно гони тајна организација која жели да убије све сличне њему. Формирајући нелагодан савез са још једним скакачем, Дејвид постаје кључни играч у рату који бесни већ хиљадама година.

## Улоге
| Глумац            | Улога           |
| ----------------- | --------------- |
| Хејден Кристенсен | Дејвид Рајс     |
| Рејчел Билсон     | Мили Харис      |
| Самјуел Л. Џексон | Роланд Кокс     |
| Џејми Бел         | Грифин О’Конор  |
| Дајана Лејн       | Мери Рајс       |
| Реди Дан          | Марк Коболд     |
| Мајкл Рукер       | Вилијам Рајс    |
| Кристен Стјуарт   | Софи            |
| Том Халс          | господин Боукер |
| Барбара Гарик     | Елен            |

## Телевизијска серија
Телевизијску серију која се темељи на филму, под називом Импулс, премијерно је приказивао YouTube Premium од 6. јуна 2018. године.